# Schillerkopf
Schillerkopf är en bergstopp i Österrike.   Den ligger i distriktet Bludenz och förbundslandet Vorarlberg, i den västra delen av landet, 500 km väster om huvudstaden Wien. Toppen på Schillerkopf är 2 006 meter över havet, eller 127 meter över den omgivande terrängen. Bredden vid basen är 0,57 km.
Terrängen runt Schillerkopf är bergig söderut, men norrut är den kuperad. Närmaste större samhälle är Feldkirch, 13,6 km nordväst om Schillerkopf. 
Trakten runt Schillerkopf består i huvudsak av gräsmarker. Runt Schillerkopf är det ganska glesbefolkat, med 47 invånare per kvadratkilometer.